# Hesperonychus
 Hesperonychus  ist eine Gattung theropoder Dinosaurier aus der Oberkreide (spätes Campanium) von Nordamerika. Dieser Dromaeosauride ist der derzeit kleinste aus Nordamerika bekannte fleischfressende Dinosaurier.

## Fundgeschichte
Die etwa 75 Millionen Jahre alten fossilen Überreste von Hesperonychus wurden 1982 in der Dinosaur-Park-Formation im Dinosaur Provincial Park der kanadischen Provinz Alberta gefunden. 2007 begann die University of Calgary mit der Untersuchung der Funde und 2009 veröffentlichten Nicholas Longrich und Philip J. Currie die Erstbeschreibung der neuen Gattung mit der einzigen Art (Typusart) Hesperonychus elizabethae.

## Merkmale
Die Erstbeschreibung der Gattung und Art erfolgte auf Grundlage eines Beckengürtels (Holotyp UALVP 48778). Da die Beckenknochen Schambein (Pubis) und Darmbein (Ilium) bereits vollständig zusammengewachsen waren, handelt es sich ungeachtet der geringen Größe um die Knochen eines ausgewachsenen Individuums. Das Gewicht des Tieres wird auf etwa 1,9 kg geschätzt. Damit ist Hesperonychus der kleinste bisher in Nordamerika gefundene Nichtvogel-Theropode. Als seine Beutetiere werden Insekten sowie kleine Säugetiere und Amphibien vermutet.

## Systematik
Hesperonychus wird wegen einiger Übereinstimmungen in der Beckenanatomie – darunter ein seitlicher Auswuchs des Schambeins, ein weit hinten liegender Bogen des Schambeinschaftes und eine löffelförmige Schambeinbasis – in die Gruppe der Microraptorinae gestellt, zu denen der vierflügelige Microraptor und der Gefiederte Dinosaurier Sinornithosaurus gehören, die beide aus der wesentlich älteren unterkreidezeitlichen Jehol-Gruppe in China bekannt sind.
Eine phylogenetische Analyse ergab keine enge Verwandtschaft mit den anderen nordamerikanischen Dromaeosauriern. Stattdessen ist Hesperonychus der erste in Nordamerika gefundene Microraptorinae und das bei weitem jüngste Mitglied dieser Klade; er lebte etwa 45 Millionen Jahre später als seine ostasiatischen Verwandten. Untersuchungen der Fossiliensammlungen der Dinosaur-Park- und der Oldman-Formation (früher zur „Judith-River-Formation“ zusammengefasst) förderten viele Funde von Einzelknochen kleiner, basaler Dromaeosauriden zutage, die von Longrich und Currie vorläufig Hesperonychus zugeordnet wurden. Diese Funde zeigen, dass diese kleinen Dinosaurier einen signifikanten Bestandteil in der Fleischfressergemeinschaft der oberkreidezeitlichen Biota ausmachten.

## Belege
- Nicholas R. Longrich, Philip J. Currie: A microraptorine (Dinosauria–Dromaeosauridae) from the Late Cretaceous of North America. In: Proceedings of the National Academy of Sciences of the United States of America. Bd. 106, Nr. 13, 2009, S. 5002–5007, doi:10.1073/pnas.0811664106.